# Pasirkarag
Pasirkarag is een bestuurslaag in het regentschap Pandeglang van de provincie Banten, Indonesië. Pasirkarag telt 1006 inwoners (volkstelling 2010).